# Keffi
Keffi – miasto w Nigerii, w stanie Nassarawa.